# Belize
Belize (ejtsd: belíz) kis ország Közép-Amerika keleti partján, a Karib-tenger mellett. Északon Mexikóval, nyugaton és délen Guatemalával határos. 
Az ország az egyetlen angolul beszélő állam Közép-Amerikában. Ez a hivatalos és elsődleges nyelv; a spanyol a második leggyakrabban beszélt nyelv, ezt követik a kreol és a maja nyelvek. A lakosság körülbelül egyharmada-negyede afrikai felmenőkkel rendelkezik. 
A brit koronagyarmat volt több mint száz évig, 1973-ig Brit Honduras néven volt ismert. 1981-ben nyerte el függetlenségét. 
A legkisebb népességű állam az amerikai kontinens szárazföldi államai között és Közép-Amerika legritkábban lakott országa. Népszerű adóparadicsom.
A negyed magyarországnyi területű trópusi ország területének felét a Karib-tenger lagúnás partját övező, mocsaras síkság foglalja el, amely őserdőkkel borított dombvidékbe megy át. A mezőgazdaság legfontosabb terményei a cukornád és a banán. Jelentős a trópusi esőerdő értékes fafajtáinak (mahagóni) kitermelése.
Belize a Karib-tengeri Közösség (CARICOM) tagja, és ugyanúgy karibi országnak tartja magát, mint közép-amerikainak.

## Etimológia
A Belize nevet használják 1973-tól az országra (korábban Brit Honduras volt), a Belize folyóra, a leghosszabb folyóra, valamint a volt fővárosra és Belize legnépesebb városára, Belizevárosra is.
A "Belize" név legkorábbi ismert feljegyzése Fray José Delgado domonkos pap iratában jelent meg, 1677-ben.
A név eredete bizonytalan; talán Peter Wallace családnevének spanyol ejtéséből származik. Egyesek szerint Peter Wallace alapította az első települést Belizében 1638-ban. De sokan Wallace létezését mítosznak tekintik.
A Belize név eredetére másik lehetőség, hogy a maja ja'belix' szóból származik, ami zavaros vizet jelent, és a Belize folyóra alkalmazták.

## Földrajz

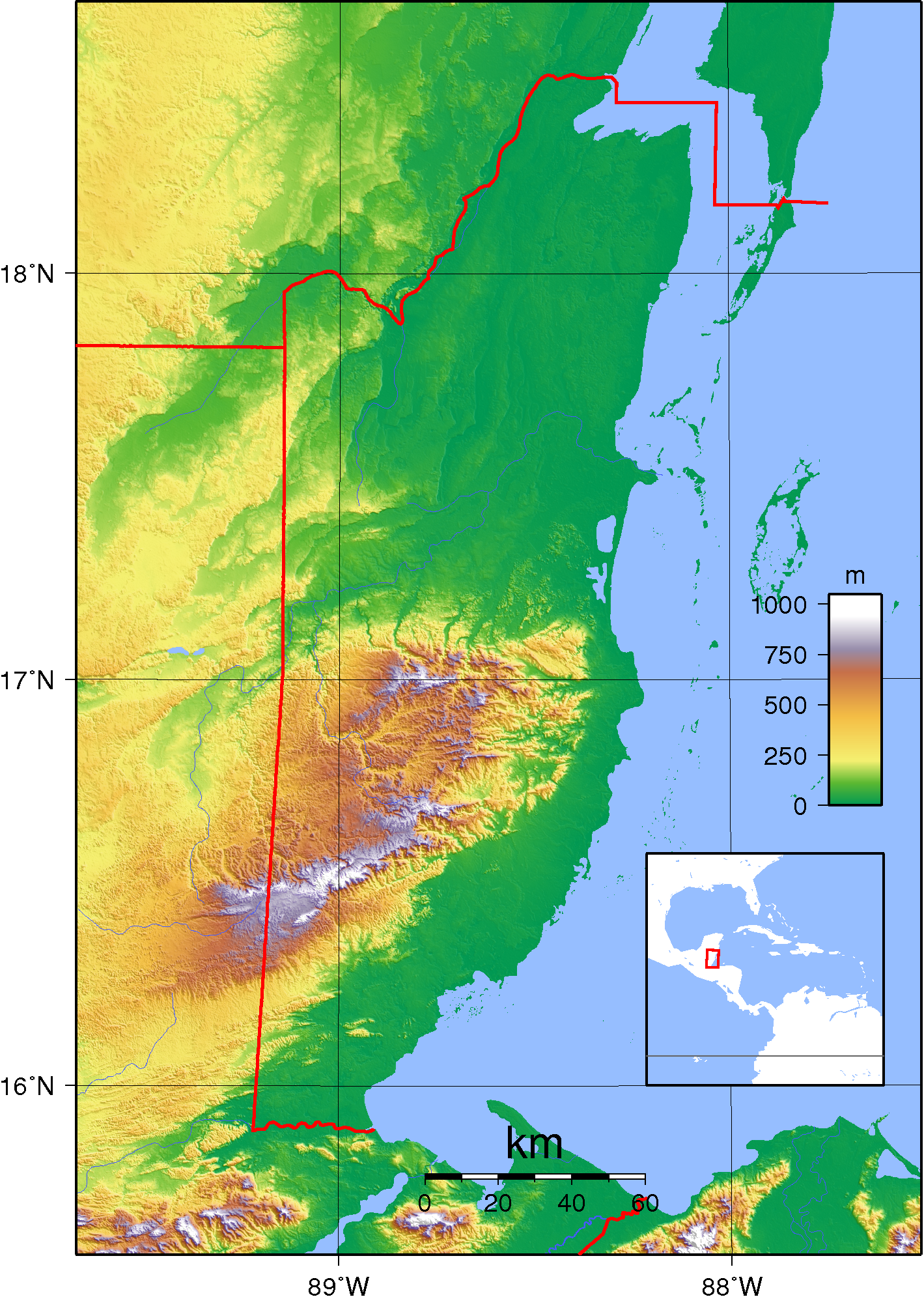
Belize domborzati térképe
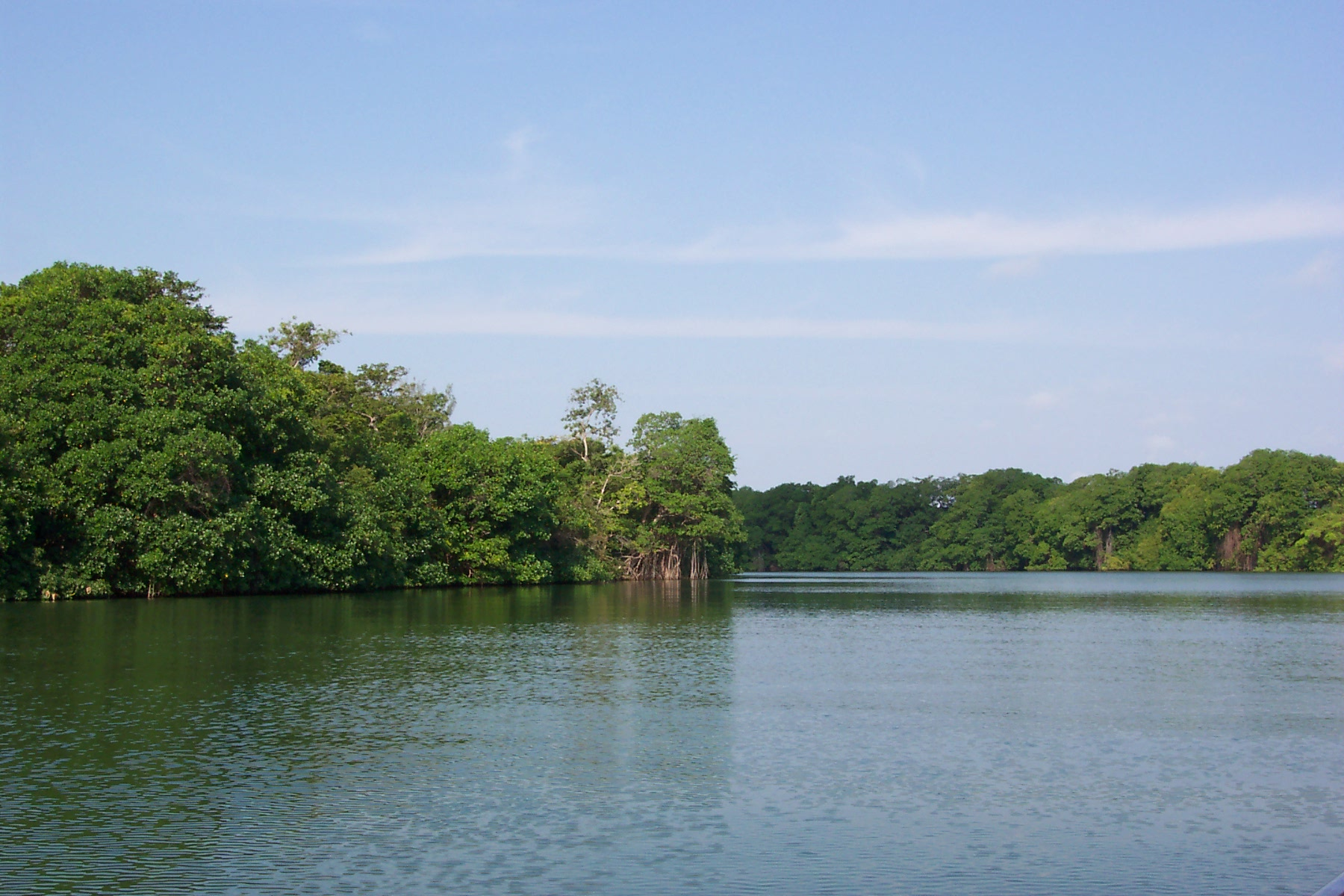
A Belize-folyó
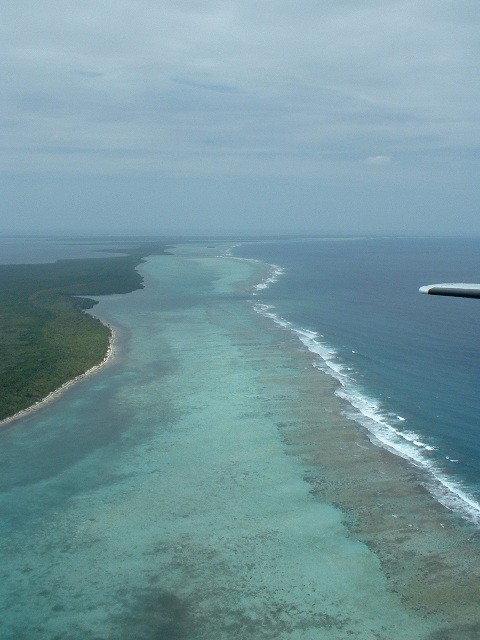
Belize partjai előtti korallzátony
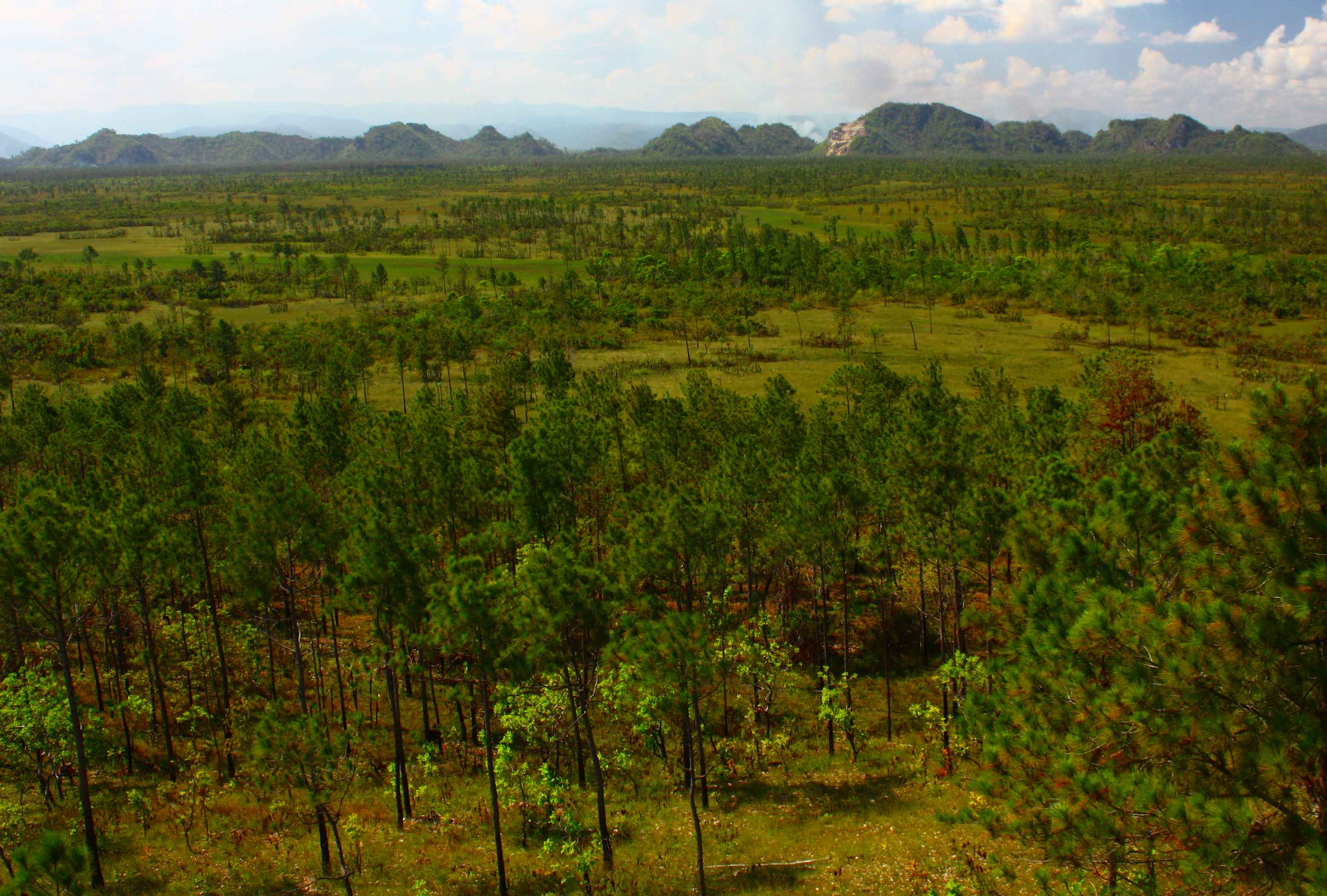
Tájkép

### Domborzata
A Közép-Amerika északkeleti részén, a Yucatán-félszigeten elterülő ország széles, mocsaras parti síksággal érintkezik a Yucatán-tenger sekély, korallzátonyos térségével. Északnyugati, 200 méter fölé emelkedő része a yucatáni mészkőtáblához tartozik. Az ország déli felén a Maja-hegység húzódik. Legmagasabb pontja: Victoria Peak (1160 méter). A tengerpart előtt húzódik 320 km hosszan a világ második leghosszabb korallzátonya. (Az első Ausztráliában a Nagy-korallzátony.)

### Vízrajza
Legnagyobb folyói: A Karib-tengerbe ömlő széles, homokos, mocsaras deltájú Belize River (Belize-folyó), és az ország északi részén a tengerbe ömlő New River. A tengerparton lagúnák alakultak ki, északon nagy területek mocsarasak.

### Éghajlata
Éghajlata trópusi, meleg és párás. A hőmérséklet a tengerszint feletti magasságtól, a tengerpart közelségétől és a karibi északkeleti szelek mérséklő hatásainak függvényében változik. Az esős évszak május közepétől november végéig tart, hosszabb szárazabb időszak februártól május elejéig van. A part mentén 25 °C-tól (télen) 31 °C-ig (nyáron) változik a hőmérséklet, míg az ország belsejében télen valamivel hűvösebb, nyáron pedig melegebb is lehet. A hurrikán szezon júniustól novemberig tart (de még decemberben is előfordul). Északon az átlagos csapadékmennyiség kb. 1500 mm évente, míg a hegyek övezte déli területeken a 4000 mm-t is meghaladja.

### Élővilág, természetvédelem
Az országban több ezer fajta növény él, 200 fajta orchidea és mintegy 500 különböző faféle. Az esőerdő nagy területet tesz ki. Az ország fele lakatlan ill. a természeté.
Az országban őshonos a jaguár, a tapír, a tukán, az arakanga, különböző majomfélék is előfordulnak. A folyókban gyakran krokodilok élnek.
| - Tapír - Jaguár - Tukán - Arakanga - Orchidea (Prosthechea codleata), Belize nemzeti virága |

#### Nemzeti parkjai
Valamilyen formában az ország területének 37%-a védett. Egy lista a legfontosabb védett területekről.

#### Természeti világörökségei
Az UNESCO természeti világörökséggé nyilvánította a part előtti korallzátony élővilágát.

## Történelme

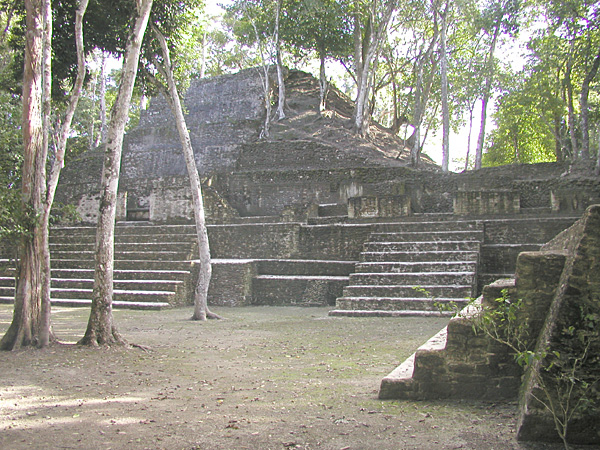
Cahal Pech maja romjai

Belize őslakói a maja indiánok. A maja civilizáció Belizében i. e. 1500 és i. sz. 300 között terjedt el, fénykorát 900-ig élte.
Az első európai telepesek brit kalózok és hajótöröttek voltak 1638-tól.
A partvidék megakadályozta a terület korai gyarmatosítását. Területét a 16. század elején hódították meg a spanyolok, azonban nem telepedtek itt le. A korai „Belize település a Hondurasi-öbölben” kevés lakossal bírt, Belize Town és St. George's Caye településekből állt és gyakorlatilag az Egyesült Királyság gyarmatává vált a 18. század végén. A korai 19. századtól a települést Brit Hondurasnak hívták, és 1871-ben koronagyarmat lett.
Mivel a spanyolok képtelenek voltak a mai Belize ellenőrzésére, az angolok elkezdték a kékfát (Haematoxylum Campechianum L.), angolul logwood, kitermelni, amely nagyon keresett volt Európában, a gyapjúszövet-gyártásban használták festékként. 1770 táján egy másik trópusi fafajta, a mahagóni (Swietenia macrophylla King) vette át Belize fő exportcikkének szerepét. A mahagóni-kitermelés volt Belize gazdaságának alapja az 1900-as évek elejéig, amikor a citrusfélék, cukornád- és banántermelés vette át ezt a szerepet.
A Hattie hurrikán súlyos károkat okozott 1961-ben. A kormány úgy döntött, hogy a partvidéken a tengerszint alatt fekvő főváros túl veszélyes. Néhány év alatt a brit gyarmati kormányzat felépítette az új fővárost, Belmopant az ország földrajzi központjában és 1970-ben megkezdődött a hivatalok fokozatos átköltözése.

Brit Honduras zászlaja 1919-1981 között

Brit Honduras belső önkormányzattal rendelkező koronagyarmat lett 1964-ben, a Belize nevet 1973. június 1-jén vette fel; az Egyesült Királyság utolsó gyarmata volt az amerikai kontinensen. George Price vezette a teljes függetlenségbe az országot 1981. szeptember 21-én. A szomszédos Guatemala nem ismerte el hivatalosan az új államot területi vita miatt.
A közép-amerikai spanyol gyarmatok függetlenné válásakor (1820 körül) Belize területére igényt tartott Mexikó és Guatemala is. Belize további történetén keresztül Guatemala mindig magának követelte területének egészét vagy egy részét. Ezt az igényt jelzik azok a térképek, amelyek Belizét Guatemala huszonharmadik megyéjeként jelzik. A határvita megoldatlan maradt, pedig az Egyesült Királyság, a CARICOM kormányfők, az Amerikai Államok Szervezete és egy ízben az Egyesült Államok próbálkozott a közvetítéssel. A függetlenség óta is Belizében maradt a brit helyőrség a kormány kérésére. Mind Guatemala, mind Belize részt vesz az Amerikai Államok Szervezete egyeztető folyamataiban, beleértve a Guatemala-Belize Nyelvcsere Projektet.
2005-ben nyugtalanságot okozott az ország uralkodó pártjának adóemelési törekvése.

## Államszervezet és közigazgatás

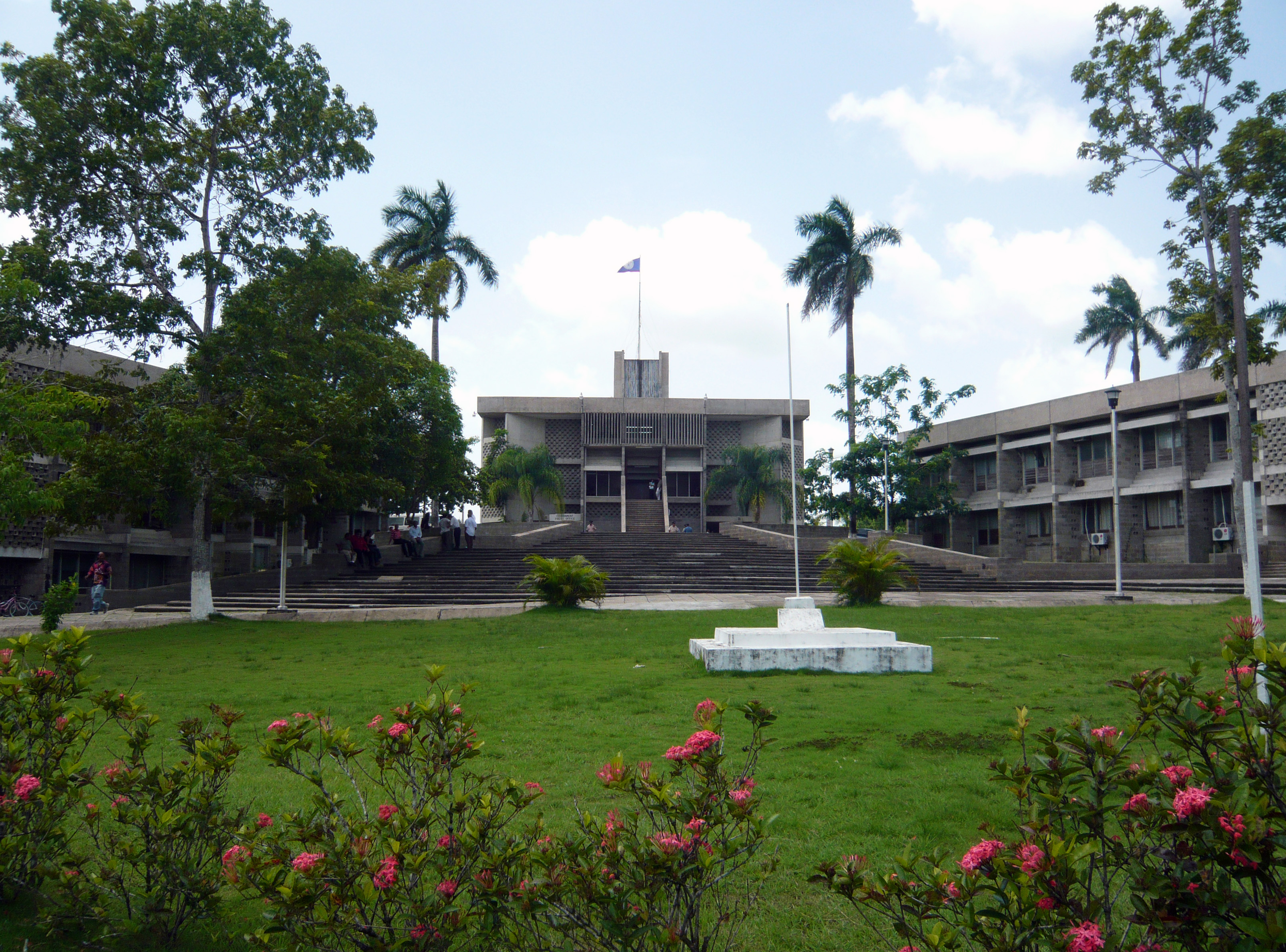
A parlament épülete Belmopanban

### Alkotmány, államforma
Belize egy parlamentáris alkotmányos monarchia, perszonálunióban Nagy-Britanniával, a Nemzetközösség keretein belül (Commonwealth realm). A kormányzat felépítése a brit parlamenti rendszerre épül, a jogrendszer pedig az angol jogrendszerre épül. III. Károly az országban mint Belize királya (King of Belize) uralkodik, hivatalos címe: "Charles the Third, by the Grace of God, King of Belize and of His Other Realms and Territories, Head of the Commonwealth". Az uralkodót a főkormányzó (Governor General of Belize) képviseli.
Az ország valutája, a belize-i dollár valamennyi forgalmi érméjén és bankjegyén II. Erzsébet királynő portréja szerepel fő motívumként.

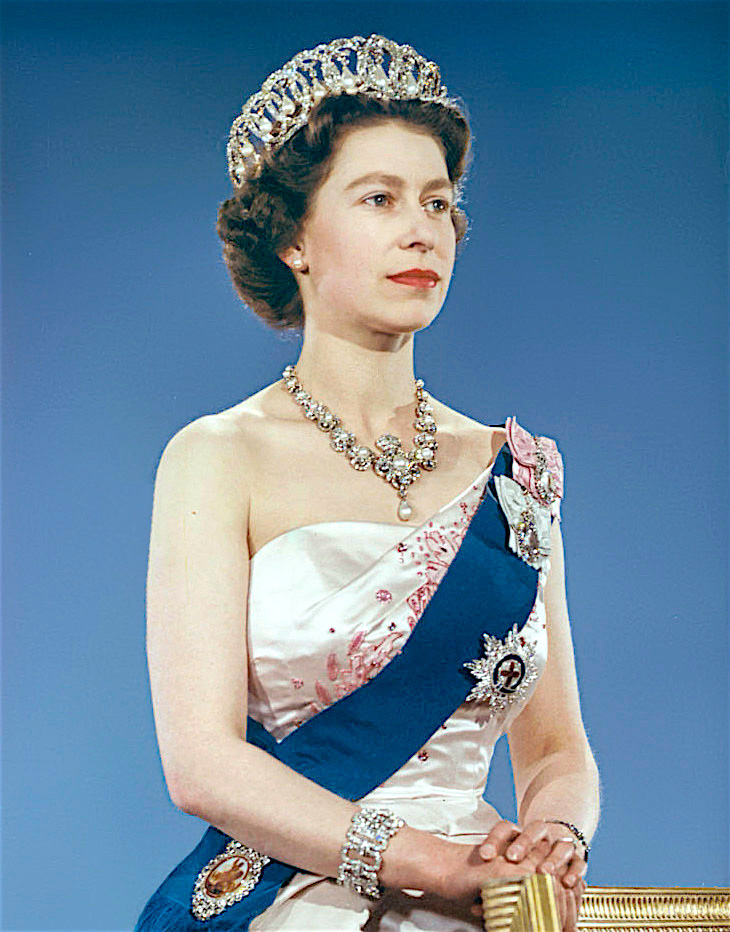
II. Erzsébet királynő 1959-es portréja, egy ehhez hasonló ábrázolás látható 1990 óta Belize valamennyi bankjegyén.
A II. Erzsébetet képviselő főkormányzó személyes zászlaja. A Szent Edward korona és a rajta álló oroszlán az Egyesült Királyság címerének elemei, a zászlón a monarchiát szimbolizálja.
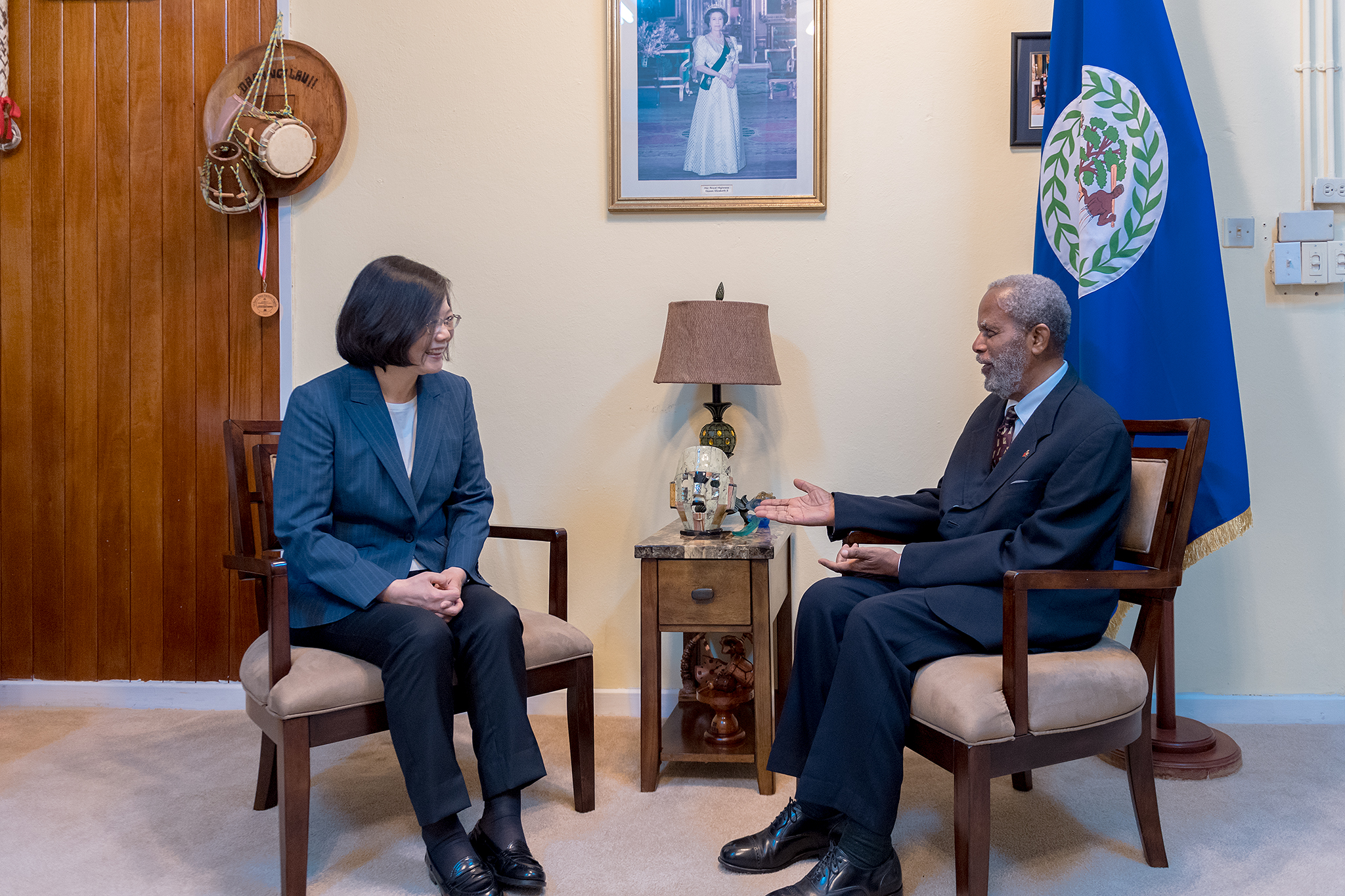
Sir Colville Young belizei főkormányzó (1993-2021) a tajvani elnök társaságában, 2018-ban, a falon II. Erzsébet portréja látható.

### Politikai pártok

#### Miniszterelnökök
| Név                | hivatali ideje                           |
| ------------------ | ---------------------------------------- |
| George Cadle Price | 1981. április 7. – 1984. december 15.    |
| Manuel Esquivel    | 1984. december 15. – 1989. szeptember 4. |
| George Cadle Price | 1989. szeptember 5. – 1993. július 1.    |
| Manuel Esquivel    | 1993. július 2. – 1998. augusztus 28.    |
| Said Wilbert Musa  | 1998. augusztus 28. – 2008. február 7.   |
| Dean Barrow        | 2008. február 8. – 2020. november 12.    |
| Johnny Briceño     | 2020. november 12. óta                   |

### Közigazgatási beosztás
Az ország 6 körzetre (district) van felosztva:

| Körzet neve | Székhely         |
| ----------- | ---------------- |
| Belize      | Belize City      |
| Cayo        | San Ignacio      |
| Corozal     | Corozal Town     |
| Orange Walk | Orange Walk Town |
| Stann Creek | Dangriga         |
| Toledo      | Punta Gorda      |

## Népesség

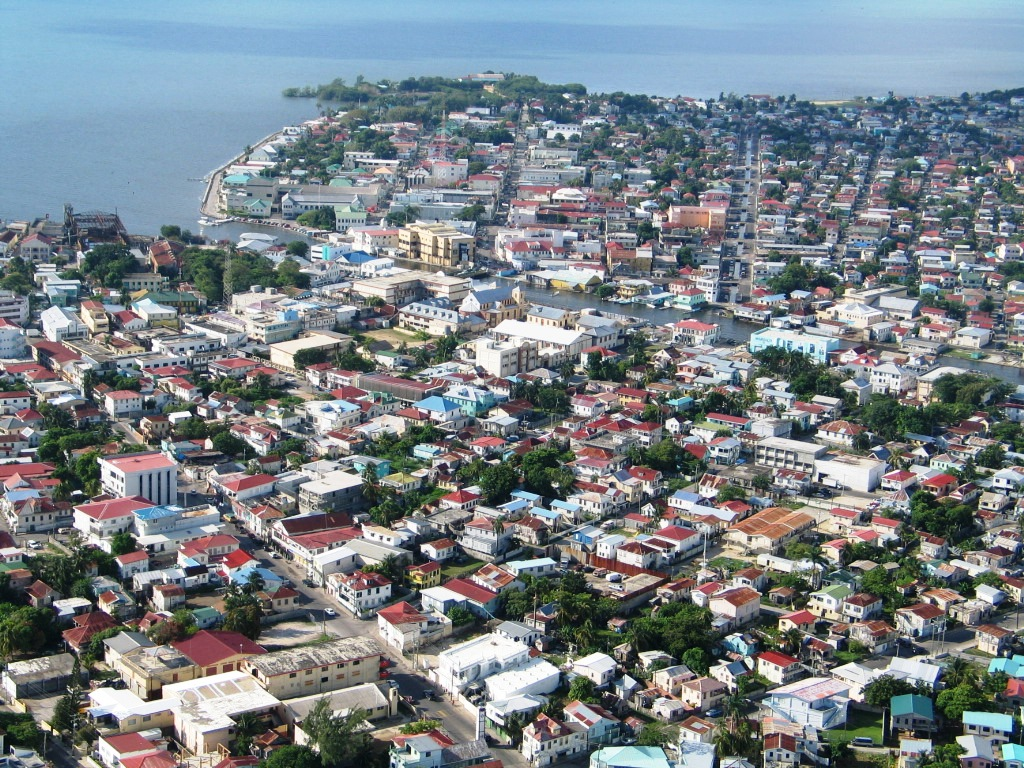
Belizeváros

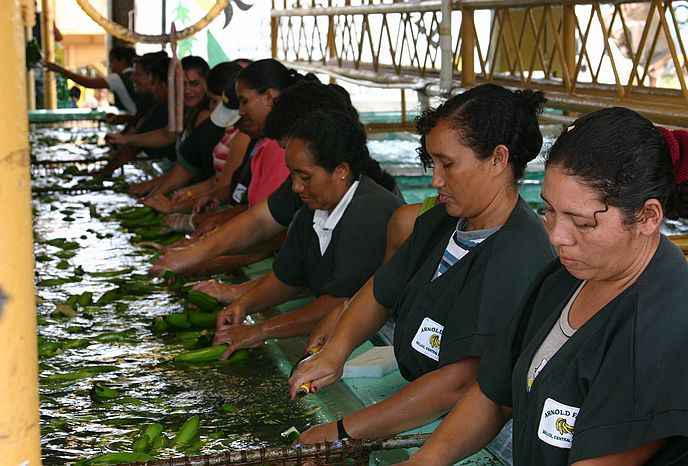
Asszonyok egy banánfeldolgozó üzemben

### Népességének változása
| Lakosok száma | 92 068 | 109 344 | 127 148 | 141 308 | 164 916 | 191 368 | 218 484 | 265 040 | 308 595 | 411 106 |
|               | 1960   | 1966    | 1972    | 1979    | 1985    | 1991    | 1997    | 2004    | 2010    | 2023    |

### Legnépesebb települések
| Név                     | Népesség (2010-ben) | Körzet      |
| ----------------------- | ------------------- | ----------- |
| Legfőbb városok         |                     |             |
| Belizeváros             | 68 189              | Belize      |
| Belmopan                | 17 861              | Cayo        |
| Kisvárosok              |                     |             |
| Benque Viejo del Carmen | 7168                | Cayo        |
| Corozal                 | 11 587              | Corozal     |
| Dangriga                | 10 791              | Stann Creek |
| Orange Walk             | 12 709              | Orange Walk |
| Punta Gorda             | 6351                | Toledo      |
| San Ignacio             | 17 878              | Cayo        |
| San Pedro               | 11 665              | Belize      |

### Etnikai összetétel
A népesség 53%-a mesztic, 26%-a kreol, 11%-a maja indián,  6% garifuna, a maradék egyéb népcsoportokhoz tartozik.
A meszticek, a helyi indián őslakosság és a betelepülő fehérek keveredéséből létrejött népcsoport. Egy részük a szomszédos országokból érkezett és spanyolul beszél. 
A kreolok afrikai feketék, nagy részüket a Karib-szigetekről hozták az országba, rabszolgaként. 6% a lakosságnak, úgynevezett garifuna más néven zambó. A zambók a feketék és indiánok keveredéséből létrejött etnikai csoport. A maradékból körülbelül 4% a fehér (angol) telepesek utóda vagy mai bevándorló. A maradék népesség nagy része mulatt (fekete-fehér keverék). Ezenkívül ázsiaiak is élnek még itt, főleg indiaiak és kínaiak.

### Nyelvi összetétel
Az országban a hivatalos nyelv az angol, de annak leginkább a kreol változatát beszélik. Főbb beszélt nyelvek még a spanyol és a maja.
A beszélt nyelvek a lakosság százalékában (2010-ben): angol 62.9%, spanyol 56.6%, kreol 44.6%, maja 10.5%, ónémet 3.2%, garifuna 2.9%. 

### Vallási megoszlás
2010-es becslés alapján a lakosság 40%-a római katolikus, 31,5%-a protestáns vallású (pünkösdi, adventista, baptista, mennonita, anglikán stb.), 12,5% más vallású (Jehova tanúi, bahái, mormon stb.), 16%-a egyik sem.

## Gazdaság
Az idegenforgalom az első számú ágazat ebben a kis közép-amerikai gazdaságban, amelyet a cukor, a banán, a citrusfélék termelése, a halászat és a kőolajkitermelés követ.
A közelmúltban az ország az offshore cégalapítások egyik globális helyszínévé vált.
Bár a 2010-es évek végén Belize-ben közép-amerikai szinten a harmadik legmagasabb az egy főre jutó jövedelem, a gazdagok és a szegények között hatalmas jövedelmi különbségek alakultak ki, és a kormányzat egyik legfontosabb célja továbbra is a szegénység és az egyenlőtlenség csökkentése.
A külföldi hitelminősítők alapján az ország besorolása 2020-ban: Moody's: Caa3; Standard & Poor’s: CCC + .

### Gazdasági ágazatok

#### Mezőgazdaság
A mezőgazdaság alapja a növénytermesztés (cukornád, banán, kukorica, rizs, cirok, papaya, grapefruit, szójabab, citrusfélék), de kiemelkedő az értékes trópusi fák kitermelése is. Az erdők kiirtása volt korábban a gazdaság vezető ágazata. A kiirtott erdők helyén gyarkran cukornádültetvények jöttek létre.

#### Ipar
Kőolaj-kitermelés, a mezőgazdasági áruk feldolgozása, ruha- és építőipar. 

#### Kereskedelem
Fő áruk: 
- Importtermékek: gépek és szállítóeszközök, ipari termékek; üzemanyagok, vegyszerek, gyógyszerek; élelmiszer, dohány.
- Exporttermékek: cukor, banán, citrusfélék, ruházat, haltermékek, melasz, fa, nyersolaj.

Főbb kereskedelmi partnerek 2017-ben: 
- Import:  USA 35,6%,  Kína 11,2%,  Mexikó 11,2%, Guatemala 6,9%
- Export:  Egyesült Királyság 33,9%,  USA 22%, Jamaica 6,7%, Olaszország 6,4%, Barbados 5,9%, Írország 5,5%, Hollandia 4,3%

#### Az országra jellemző egyéb ágazatok
- Turizmus. A télen is kellemes klíma, a meleg tenger, a látnivalók és a beszélt angol nyelv csábítja az amerikai turistákat.

## Közlekedés

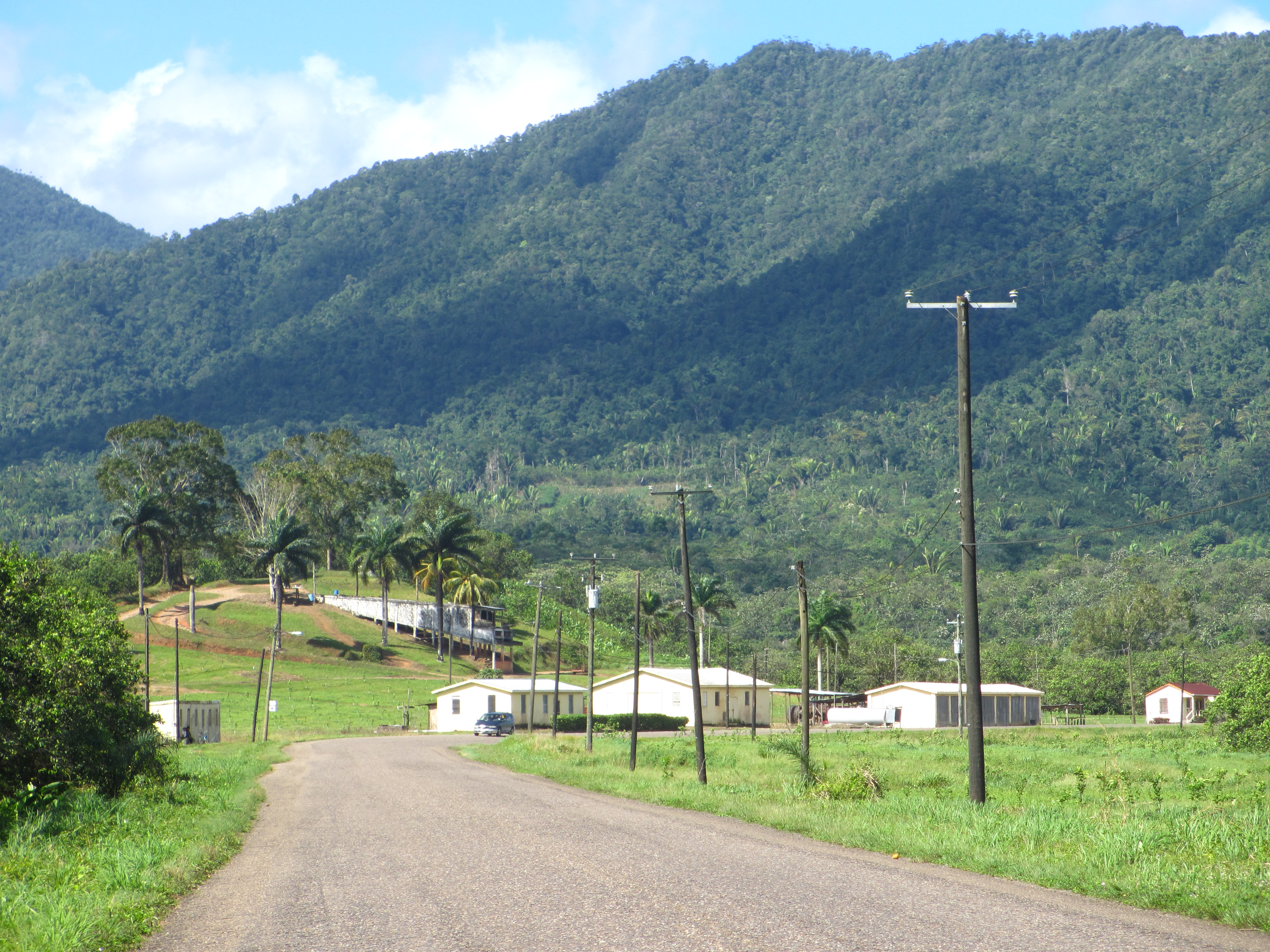
A Hummingbird Highway

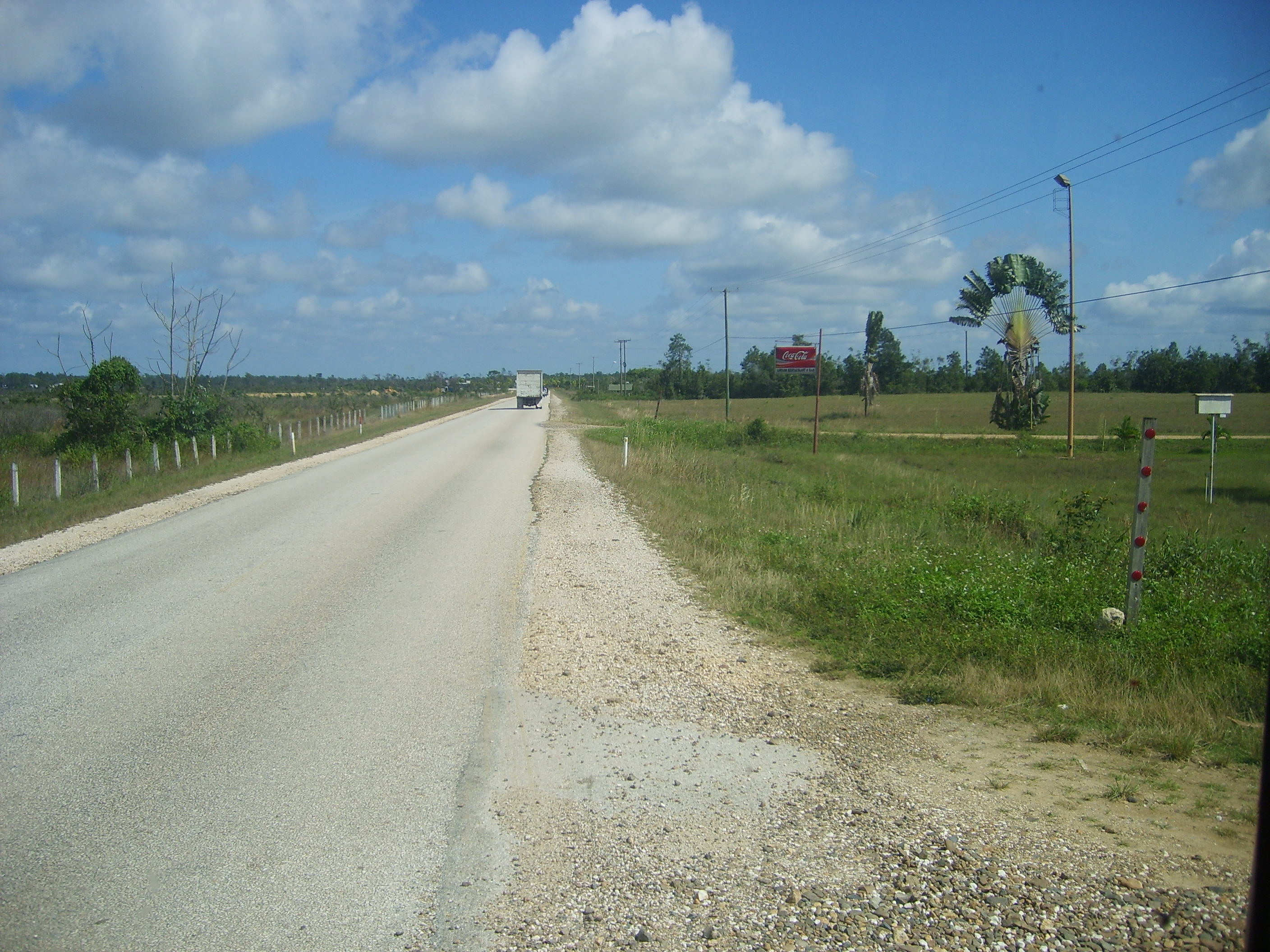
Út San Ignacio és Belmopan között

### Közút
Négy fontosabb főútvonala van:
- Hummingbird Highway (Belmopan–Dangriga),
- Southern Highway (Dangriga–Punta Gorda),
- George Price Highway (Belize City–Belmopan–guatemalai határ),
- Philip Goldson Highway (Belize City–Orange Walk–mexikói határ).

A 2010-es években a mellékutak nagy része burkolatlan és rossz állapotban van. A közlekedés 1961-től jobb oldali.

### Légi
Burkolt pályájú repülőtér a 2010-es években négy van. A nemzetközi repülőtér Belizeváros mellett van. 

### Vízi
A kikötők száma: 4. A fontosabb kikötők Belizevárosban és Big Creek-ben vannak.

## Telekommunikáció
| Hívójel prefix | V3 |
| ITU zóna       | 11 |
| CQ zóna        | 7  |

## Kultúra
A belizei kultúra a kreol, maja, kelet-indiai, garifuna, mesztic, mennonita és sok más keleti (pl. kínai, libanoni) hatás és befolyás keveredéséből alakult ki. Belize az egyetlen közép-amerikai ország, amelynek nemzeti nyelve az angol, és ez annak köszönhető, hogy az ország újkori története jórészt a brit imperializmus korához köthető. Ennek eredményeként az angol nyelv a nyugati kultúrával együtt maradandó nyomot hagyott Belize kultúrájában.

### Társadalom
Az udvariasság fontos a legtöbb belizei számára. Nem ritka, hogy a belizeaiak akkor is üdvözlik egymást az utcán, ha még soha nem látták egymást. A társadalmi érintkezések megkövetelik a címek és vezetéknevek használatát, és pl. a gyermekektől elvárják, hogy Miss / Mister-rel forduljanak az idősebbekhez, és "Igen, asszonyom" vagy "Nem, uram" stb. formulákkal válaszoljanak.
Noha az angolt tartják a politikai és társadalmi érintkezés előnyben részesített formájának, Belize-szerte az angol kreol változatú népnyelvét beszélik. Ha valaki kreol angolt beszél, az a Belize-ben élők számára azt jelenti, hogy "született-belizei", ami automatikusan a „kívülállók” fölé helyezi. Noha a spanyol nyelvűek alkotják a belizei vidéki többséget, a kreol angol nyelvűek általában úgy tekintenek a spanyol nyelvűekre, mint a guatemaliakra és a mexikóiakra. A kreol angol és a spanyolul beszélők közötti feszültség a többi közép-amerikai országból érkező bevándorlókból, valamint az ország spanyol-brit konfliktusok történetéből fakad.

### Gasztronómia
Sokféle konyha található meg itt: észak-amerikai, angol és spanyol ízlésnek megfelelőek, továbbá kínai és libanoni vendéglők is. Tengeri hal- és rákételek nagy választékban kaphatók.

## Turizmus
Jelentős az idegenforgalom a természetvilág, a szubtrópusi klíma, a tenger és a maja kultúra vonzásának köszönhetően.
Javasolt oltások Belize-be utazóknak:
- Hastífusz
- Hepatitis A (magas a fertőzésveszély)
- Malária elleni gyógyszer (Nagy a fertőzés kockázata).

Kötelező oltás, ha fertőzött országból érkezik/országon át utazik valaki:
- Sárgaláz

## Sport

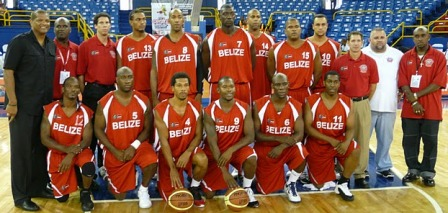
A nemzeti férfi kosárlabda-válogatott, 2010

A legnépszerűbb sportágak a futball és a kosárlabda.

### Olimpia
Belize eddig még nem nyert érmet az olimpiai játékok során.
- Bővebben: Belize az olimpiai játékokon

### Labdarúgás
A belize-i labdarúgó-válogatott eddig még nem ért el kimagasló eredményt.
- Bővebben: belize-i labdarúgó-válogatott

## Ünnepek
- Újév (január 1.)
- Nemzeti hősök napja (március 9.)
- Nagypéntek (március/április)
- Húsvétvasárnap és húsvéthétfő (március/április)
- A munka ünnepe (május 1.)
- Nemzetközösség-nap (május 24.)
- St. George’s Caye-i csata napja (szeptember 10.)
- A függetlenség napja (szeptember 21.)
- Kolumbusz-nap (október 12.)
- Garifuna-nap (Garifuna Settlement Day) (november 19.)
- Karácsony (december 25-26.)